# Fosszilis tüzelőanyagok

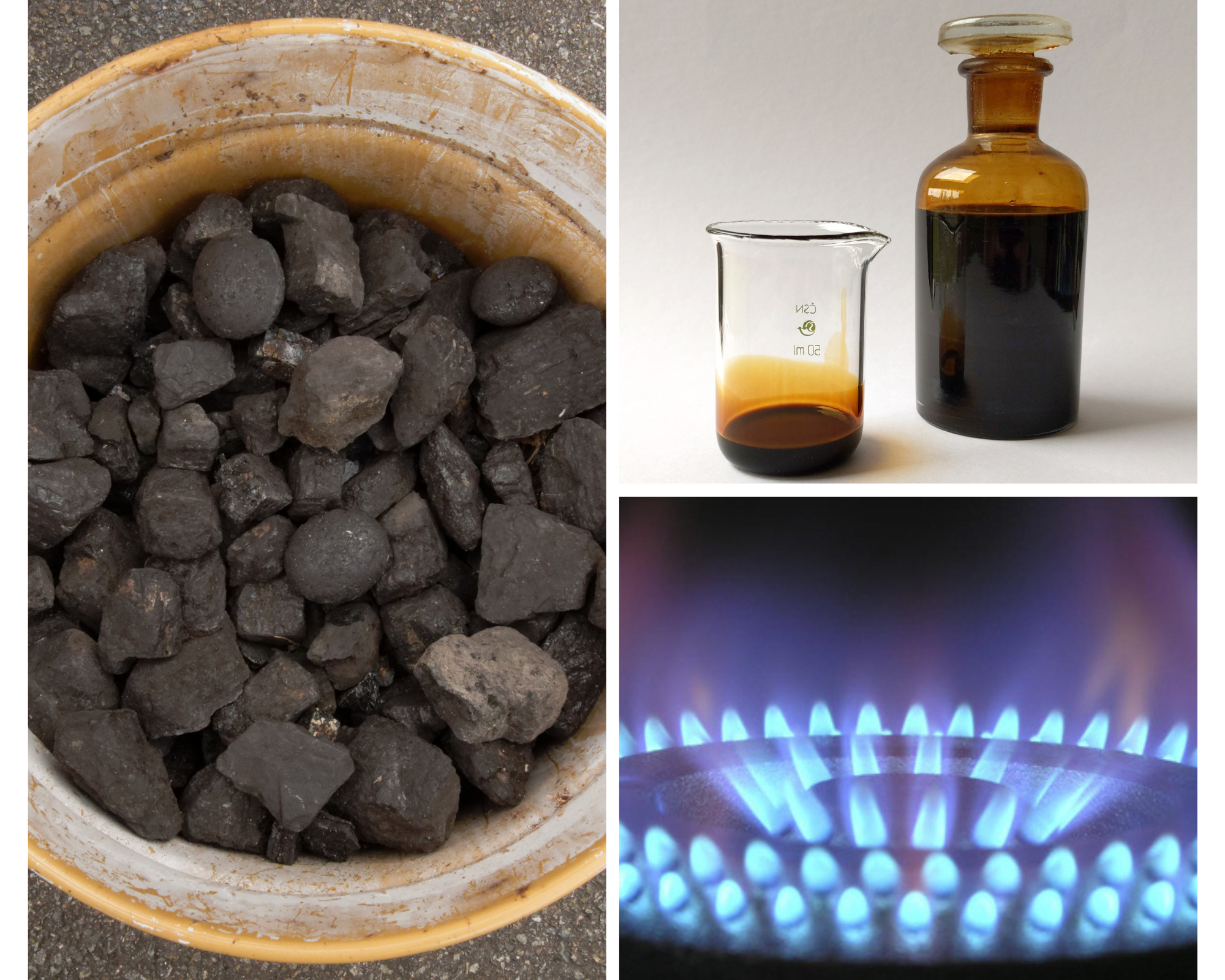
Példák a fosszilis tüzelőanyagokra: kőszén, kőolaj és földgáz

Fosszilis tüzelőanyag szén kibocsátás, 1800-2004

A fosszilis tüzelőanyagok alatt a bányászott szenet, ként és a szénhidrogéneket – kőolajat vagy földgázt – értjük, amelyek lebomlott növények és állatok maradványai. Ezek ipari, erőművi felhasználása általános (pl. elégetésével gőzt fejlesztenek, amivel egy turbinát hajt meg, melyhez hozzákapcsolt generátor útján származtatott energiahordozót, elektromosságot fejlesztenek). 
Elégetésük szennyezőanyagokat juttat a légkörbe. Egyes ilyen anyagok, mint a szén-dioxid hőfogó gázok, amelyek a sugárzási kényszerrel erősítik az üvegházhatást, ami globális felmelegedéshez, erősebb viharokhoz, és a szélsőséges időjárás miatt növekvő költségekhez vezet. Más szennyezők, mint a kén-dioxid, jelen vannak a savas esőkben, az olajfúrás és olaj szállítása pedig olajszennyezéssel átitatott területeket hagy maga után.
2030-ra a szén-dioxid-kibocsátás 52%-kal csökkenhet, 2075-re pedig 71%-kal, amennyiben az emberiség vált a megújuló energiaforrásokra. Energiatakarékos – 4,2–3,6 liter/100 km – autók kifejlesztése, valamint nap- és vízenergia kiaknázása a cél.

## Külső hivatkozások
- EPA
- "Energiaválság jön?" Archiválva 2020. november 27-i dátummal a Wayback Machine-ben
- "Jövő energiája" – Michael Parfit (National Geographic)
- "Kifogynak a fosszilis tüzelőanyagok?" – Mark Bradley
- Üvegházhatású gázok
- A jövő energiahordozói